# جیمی دین
جیمی دین (انگلیسی: Jimmy Dean؛ ۱۰ اوت ۱۹۲۸ – ۱۳ ژوئن ۲۰۱۰) موسیقی‌دان اهل ایالات متحده آمریکا بود. وی بین سال‌های ۱۹۵۳ تا ۲۰۱۰ میلادی فعالیت می‌کرد. از فیلم‌هایی که وی در آن نقش داشته است، می‌توان به الماس‌ها ابدیند اشاره کرد.